# Esfera Filmes
Esfera Filmes é uma distribuidora de filmes do Brasil. A distribuidora também comercializou filmes em associação com a Vitrine Filmes, Europa Filmes e a Encripta. Em 2014, após fechar acordo com a Vitrine Filmes, anunciou a distribuição de vinte filmes internacionais no Brasil. Após iniciar uma parceria com a Encripta em 2019, alguns dos seus filmes foram lançados no Looke.